# زبان العقرب غاما
زبان العقرب غاما أو غاما الميزان (Gamma Librae أو γ Lib) يشتبه به أنه نظام نجم ثنائي في كوكبة الميزان، وهو مرئي للعين المجردة، ويبلغ قدره الظاهري البصري عند رؤيته من الأرض 3.91، كما يبعد بمقدار 163 سنة ضوئية من الشمس؛ ذلك استنادًا إلى اختلاف المنظور النجمي السنوي بمقدار 19.99 مللي قوس ثانية كما يُرى من الأرض.
تم تسمية المكون الأساسي لهذا النظام النجمي (أي γ Lib A) رسميًا باسم زبان العقرب (Zubenelhakrabi) الذي هو أيضًا الاسم التقليدي للنظام.

## التسمية
حمل نظام غاما الميزان اسمه التقليدي العربي الأصل زبان العقرب (أي الشوكة من طرف ذنب العقرب)؛ ذلك لأنه وعبر التاريخ تم اعتبار كوكبة الميزان جزء من كوكبة العقرب قبل أن يتم اعتبارهما كوكبتان منفصلتان كما قيل. وفي عام 2016، نظم الاتحاد الفلكي الدولي (IAU) فريق عمل لأسماء النجوم (WGSN) لفهرسة ومعايرة الأسماء المناسبة للنجوم، لكن هذا الفريق رأى وقرر أن ينسب أي اسم خاص إلى النجوم الفردية بدلاً من الأنظمة المتعددة بأكملها، وعليه فقد وافقت رسميًا على منح اسم زبان العقرب Zubenelhakrabi للنجم غاما الميزان A في 5 سبتمبر 2017، وهو الآن مدرج ضمن قائمة أسماء النجوم المعتمدة من الاتحاد الفلكي الدولي.
أما عن تسمية النظام الثنائي باسم غاما الميزان (Gamma Librae أو γ Librae) فكانت بحسب تسمية باير للنظام. اشتقت تسمية النجمين المكونين لهذا النظام غاما الميزان A وB من الاتفاقية المستخدمة من قبل فهرسة تعدد واشنطن (WMC) لأنظمة النجوم المتعددة، والتي اعتمدها الاتحاد الفلكي الدولي.
كما يسمى هذا النظام عند الصينيين باسم دي شيو سان (氐宿三) والتي تعني «النجم الثالث من كوكبة الجذر».، وتشير تسمية دي شيو (氐宿) إلى مجمة تتكون من زبان العقرب والزبان الجنوبي (ألفا2 الميزان تحديدًا) والزبان الشمالي ويوتا1 الميزان.

## الخصائص
نظرًا لأن النجم الثنائي يقع بالقرب من مسار الشمس، فإنه يخضع للاحتجاب من قبل القمر، مما يسمح بقياس الحجم الزاوي. اعتبارًا من عام 1940، كان لنجمي النظام مسافة زاوية فاصلة بينهما قدرها 0.10 ثانية قوسية بزاوية موضع تبلغ °191 درجة.
يعد زبان العقرب A المكون الأساسي لهذا النظام النجمي الثنائي؛ حيث أنه نجم عملاق أصفر اللون ومتطور، وهو من النوع G مع تصنيف نجمي G8.5 III، ويقدر عمره بـ 4.3 مليار سنة. تبلغ كتلته 1.15 مرة كتلة الشمس، وقد تمدد إلى 11.14 ضعف نصف قطر الشمس. يشع النجم حوالي 72 ضعف لمعان الشمس من الغلاف الضوئي المتضخم عند درجة حرارة فعالة تبلغ 4,786 كلفن، كما يوجد معه رفيق في نفس النظام يدعى «زبان العقرب B» وهو نجم مرئي يبلغ قدره الظاهري 11.2 (أي أن رؤيته أكثر صعوبة من النجم A) عند مسافة زاوية فاصلة قدرها 42.5 ثانية قوسية بزاوية موضع °157 درجة، اعتبارًا من 2013.
بالنسبة لمسافة النظام وبعده، فإن قدره الظاهري يتضاءل بإخماد مقداره 0.11 بسبب الغبار بين النجوم. كما أن هذا النظام يقترب من الشمس بسرعة شعاعية مقدارها 26.71- كم/ثانية.

## النظام الكوكبي
تم الإعلان عن اكتشاف كوكبين غازيين عملاقين يدوران حول زبان العقرب (γ Lib)، وذلك في تاريخ 11 أبريل 2018.
| رفيق (بترتيب النجوم) | كتلة                              | نصف محور (AU) | الفترة المدارية (يوم) | انحراف      | ميلان | نق |
| -------------------- | --------------------------------- | ------------- | --------------------- | ----------- | ----- | -- |
| b                    | 1.02 ± 0.14 مJحوالي 324 ± 44.5 م⊕ | 1.24          | 415.2                 | 0.21 ± 0.10 | —     | —  |
| c                    | 4.58 مJحوالي 1460 م⊕              | 2.17          | 964.6 ± 3.1           | 0.057       | —     | —  |

## وصلات خارجية
- https://theskylive.com/sky/stars/zubenelhakrabi-gamma-librae-star
- https://www.universeguide.com/star/76333/zubenelakrab